# Stigmatomma feae
Stigmatomma feae es una especie de hormiga del género Stigmatomma, familia Formicidae. Fue descrita científicamente por Emery en 1895.
Se distribuye por Birmania. Se ha encontrado a elevaciones de hasta 1450 metros.